# Маккін (Пенсільванія)
Маккін (англ. McKean) — місто (англ. borough) в США, в окрузі Ері штату Пенсільванія. Населення — 476 осіб (2020).

## Географія
Маккін розташований за координатами 41°59′52″ пн. ш. 80°8′20″ зх. д. / 41.99778° пн. ш. 80.13889° зх. д. (41.997777, -80.138929).  За даними Бюро перепису населення США в 2010 році місто мало площу 1,51 км², з яких 1,48 км² — суходіл та 0,03 км² — водойми.

## Демографія
Згідно з переписом 2010 року, у селищі мешкало 388 осіб у 160 домогосподарствах у складі 97 родин. Густота населення становила 257 осіб/км².  Було 180 помешкань (119/км²).
Расовий склад населення:
| - 96,9 % — білих - 1,3 % — чорних або афроамериканців - 0,3 % — корінних американців |

До двох чи більше рас належало 1,5 %. Частка іспаномовних становила 0,3 % від усіх жителів.
За віковим діапазоном населення розподілялося таким чином: 22,9 % — особи молодші 18 років, 59,3 % — особи у віці 18—64 років, 17,8 % — особи у віці 65 років та старші. Медіана віку мешканця становила 41,3 року. На 100 осіб жіночої статі у селищі припадало 99,0 чоловіків;  на 100 жінок у віці від 18 років та старших — 90,4 чоловіків також старших 18 років.
Середній дохід на одне домашнє господарство  становив 52 571 долар США (медіана — 47 031), а середній дохід на одну сім'ю — 65 398 доларів (медіана — 63 250). Медіана доходів становила 45 833 долари для чоловіків та 41 250 доларів для жінок. За межею бідності перебувало 6,0 % осіб, у тому числі 7,6 % дітей у віці до 18 років та 11,0 % осіб у віці 65 років та старших.
Цивільне працевлаштоване населення становило 206 осіб. Основні галузі зайнятості: освіта, охорона здоров'я та соціальна допомога — 30,6 %, роздрібна торгівля — 16,0 %, виробництво — 12,1 %, будівництво — 9,2 %.